# Castillo de la Atalaya
El castillo de la Atalaya o de Villena se levanta sobre una estribación del monte de San Cristóbal o de la Villa, en la localidad de Villena, al noroeste de la provincia de Alicante (España), próximo a las líneas de separación con las provincias de Albacete, Valencia y la Región de Murcia. Domina la antigua línea fronteriza entre Castilla y Aragón.
Actualmente, está considerado como Bien de Interés Cultural (BIC),
habiendo sido declarado Monumento histórico-artístico perteneciente al Tesoro Artístico Nacional mediante decreto de 3 de junio de 1931.
Además, ha sido restaurado en diversas ocasiones, por lo que en la actualidad se encuentra en buen estado de conservación.

## Historia

### De los orígenes al Marquesado

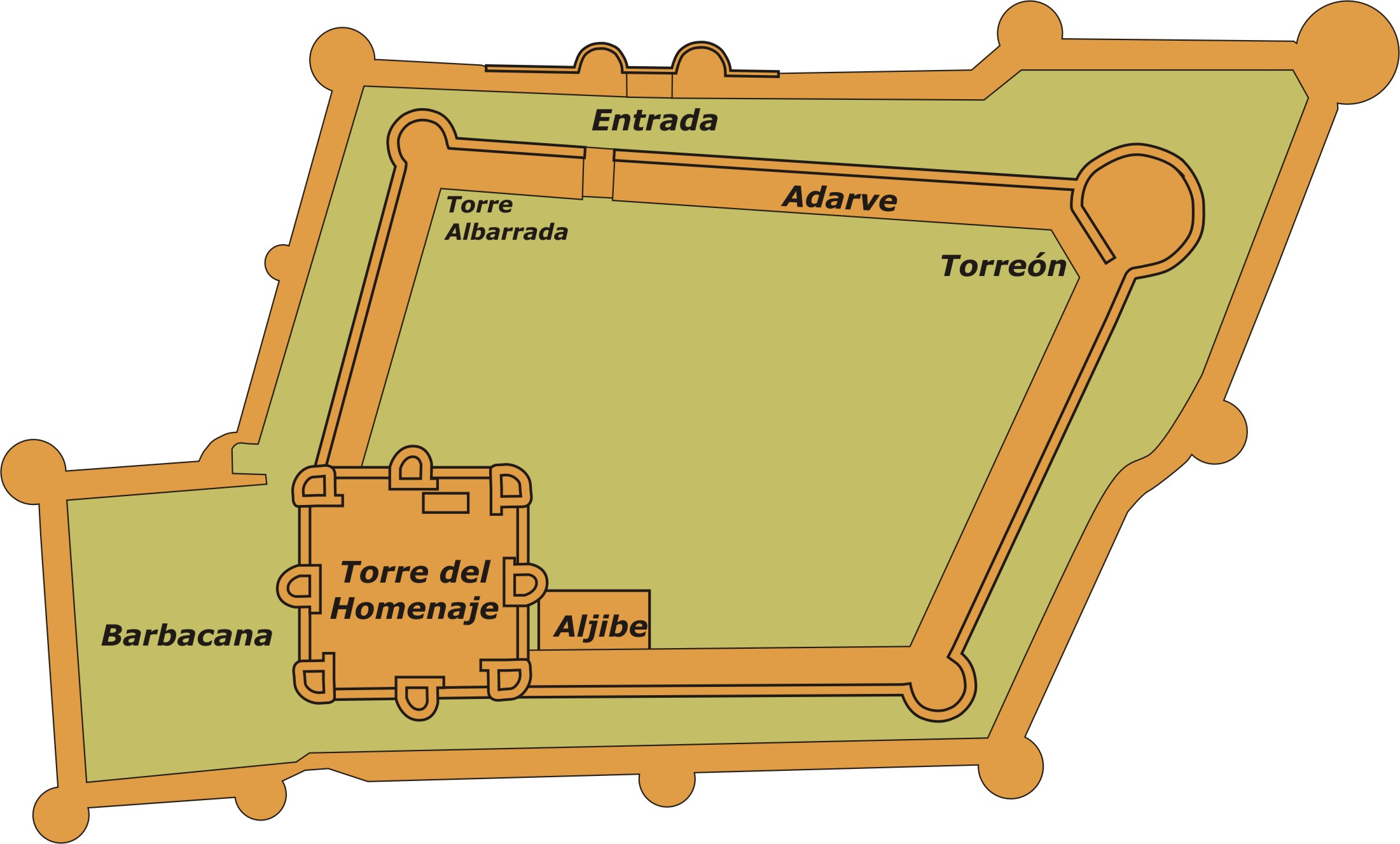
Planta del castillo de la Atalaya.

Fue construido por los árabes en fecha desconocida, aunque no después del siglo XII, ya que las fuentes árabes ya lo mencionan en el año 1172. Se ha especulado mucho sobre la posibilidad de que la fortaleza se asiente sobre una fortificación o villa romana anterior, aunque la arqueología no ha arrojado luz a este respecto.
Fue una importante plaza fuerte de los musulmanes, y muestra de su robustez es que las tropas de Jaime I tuvieron que asediarlo tres veces para conseguir tomarlo, finalmente, en 1240, a manos de un ejército formado por los caballeros de la orden de Calatrava junto con mercenarios almogávares, al mando de Ruy Pérez Ponce de León, comendador de Alcañiz. Estas incursiones suponían una violación del Tratado de Cazola, según el cual, Villena pertenecía al ámbito de conquista castellana. Pasaría definitivamente a manos castellanas en virtud del Tratado de Almizra. Primero se dio en tenencia a estos caballeros de Calatrava, pero pronto pasó en poder del infante Manuel de Castilla al ser nombrado señor de Villena. A su muerte pasaría a manos de su hijo, el insigne escritor don Juan Manuel, Príncipe de Villena. Este desposó a la infanta Constanza de Aragón, hija de Jaime II a la edad de 6 años, y la tuvo recluida en el castillo de Villena hasta que cumplió los doce años y pudo consumar el matrimonio. La estancia de Constanza obligó a don Juan Manuel a efectuar reformas para mejorar la seguridad de la plaza. Durante sus estancias en Villena, sus principales ocupaciones fueron la literatura y la caza,  muy abundante en aquella época a juzgar por sus propias palabras:

Et Villena ay mejor lugar de todas las caças que en todo el Regno de Murçia. Et aun dize don Iohan que pocos lugares vio el nunca tan bueno de todas las caças, ca de çima del alcaçar vera omne caçar garças e anades e gruas con falcones e con açores e perdices e codornices e a otras aves llaman flamenques que son fermosas aves e muy ligeras para caçar sinon porque son muy graves de sacar del agua ca nunca estan sinon en muy gran laguna de agua salada; et liebres et conejos. Otrosí, del alcaçar mismo veran correr montes de javalis et de çiervos et de cabras montesas. Et dice don Ihoan que todas estas caças fizo el yendo a ojo del alcaçar, et dize que tan açerca matava los javalis que del alcaçar podia muy bien conosçer por cara al que ante llegava a el. Et dize que sinon por que ay muchas aguilas et que a lugares en la huerta ay muy malos pasos, que el diria que era el mejor lugar de caça que el nunca viera.
Historia de Villena: desde la Prehistoria hasta el siglo XVIII

Después del linaje de los Manueles, fue Alfonso de Aragón el Viejo el poseedor de la fortaleza, al ser nombrado primer marqués de Villena. Si hubo rastros del paso del primer marqués por el castillo, don Juan Pacheco, segundo marqués de Villena, se encargó de hacerlos desaparecer. A él se deben los revestimientos de los muros, el segundo lienzo de muralla y las plantas tercera y cuarta de la torre, que convirtieron la fortaleza en un castillo-palacio. En 1476, alentado por los Reyes Católicos, el pueblo de Villena se sublevó contra el marqués Diego López Pacheco en una asonada que costó la vida a miles de judíos y conversos que se habían refugiado en el castillo. Desde entonces, ni la ciudad ni el castillo salieron de los dominios reales, y el marquesado quedó convertido en título honorífico.

### Edad Moderna

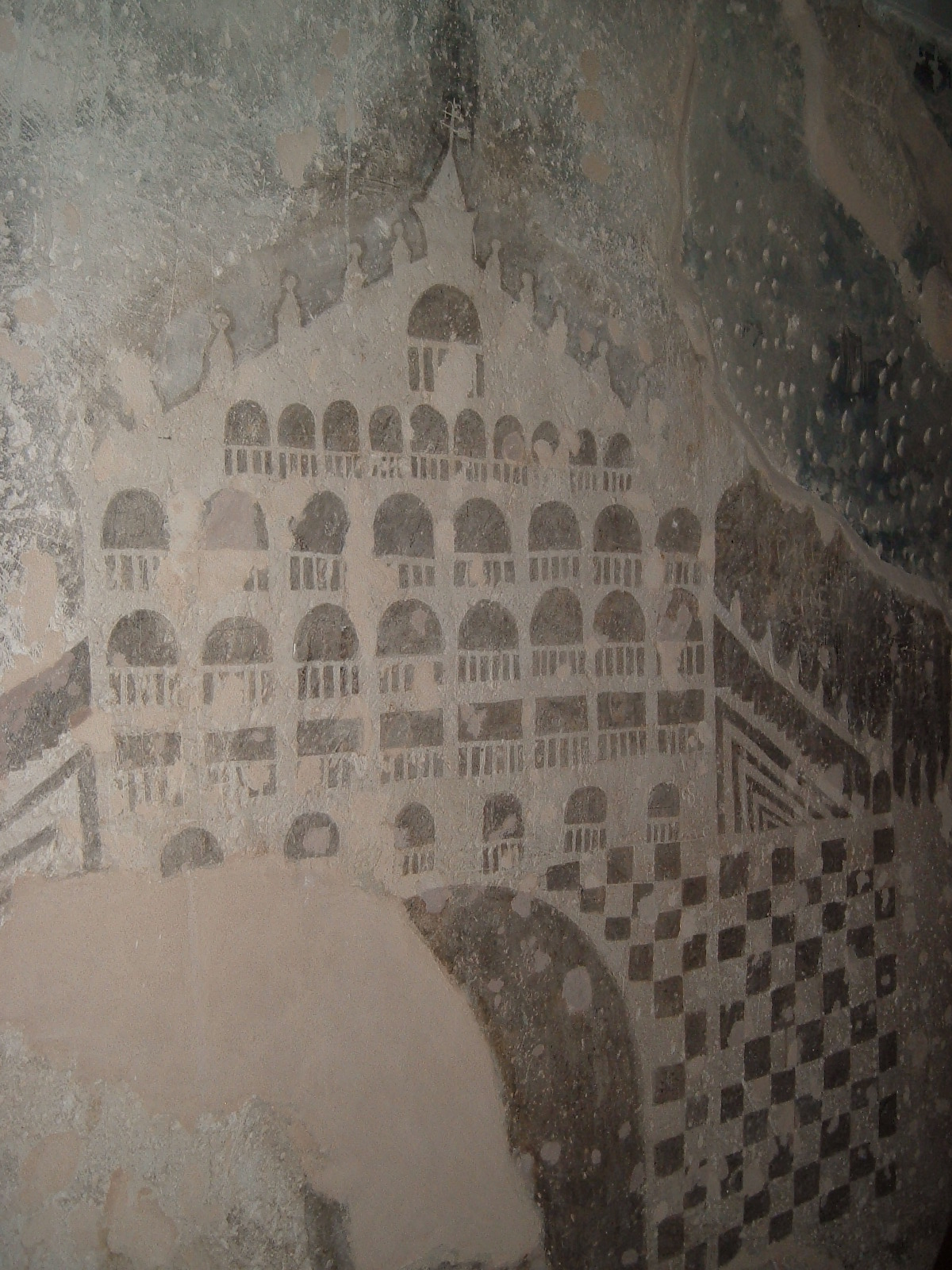
Grafiti veneciano en el interior del castillo de la Atalaya, realizado por un preso de la Guerra de Sucesión mediante la técnica del esgrafiado, es decir, haciendo aparecer en blanco las capas inferiores de la pared y dejando en negro la capa superior, ennegrecida por el humo de las antorchas.

La fortaleza tuvo un importante papel en las Revueltas de las Germanías, ya que allí se refugió el virrey Diego Mendoza después de su derrota en Gandía, y de ella partieron las tropas para arrebatar del poder de los sublevados la ciudad de Valencia. En la Relación que envió el Concejo de Villena a Felipe II en 1575 aparece descripción considerablemente extensa del castillo y su situación:

En la çiudad de Villena, a la parte hazia oriente, ay un castillo [...] fabricado sobre una peña, del qual castillo prinçipia la cerca y muro que rodea y abraça parte del dicho pueblo, y esta parte del pueblo se llama lo çercado de la çiudad. Y este castillo es una torre, la mayor e mas gruesa, que se llama de omenaje, la qual desde el suelo daqui a la mitad della es de tapieria de argamasa, muy fuerte toda la tapieria y muy gruesa tapieria; y de la mitad de la torre arri[ba], daqui a el remate de su altura, es toda de muy buena manposteria de piedra e argamasa. Y esta torre, en torno della, tiene dos çercas, una dentro de otra, y estas çercas tienen sus torreones de manposteria de piedra e argamasa, y estas dos çercas, la de mas afuera es de manposteria de piedra e argamasa, y la segunda çerca e de mas dentro del dicho castillo, es de tapieria de argamasa, con sus torreones de manposteria como esta dicho, e todos almenados, y en parte estan derroydas e tienen neçesidad de rreparos. Este castillo no tiene armas ni tiros ni muniçiones; tiene dentro una yglesia de Nuestra Señora, y dentro de la çerca tiene una anoria en la que ay agua manantial, y mas adentro tiene un algibe de agua.
 Relación (1575)

También fue escenario importante en la Guerra de Sucesión, cuando 50 hombres fieles a los borbones soportaron un asedio de 8 días de los austríacos, a quienes, finalmente, hicieron levantar el cerco. Este hecho le valió el título de Fidelísima, que añadió a los que ya poseía de Muy Noble y Muy Leal.
Incluso ya en la Guerra de la Independencia de España contra los franceses fue el castillo de la Atalaya punto estratégico, hecho por el cual mandó el mariscal Suchet volar las cubiertas de la torre del homenaje, incluyendo gran parte de las dos bóvedas almohades, que junto con las del castillo de Biar, son unas de las más antiguas de España y de todo el Magreb.

### Abandono y restauración
A partir de entonces, el castillo quedó abandonado, convirtiéndose en lugar de pasto y cementerio de perros vagabundos, como denunció en su momento el arqueólogo villenense José María Soler García. No solo eso, sino que además las casas que fueron surgiendo a partir del siglo XIX alrededor del castillo utilizaron en muchas ocasiones materiales tomados de la fortaleza. A los esfuerzos de Soler se debe que a partir de 1958 se hayan llevado a cabo obras de restauración, así como también las diversas excavaciones realizadas en el perímetro de la fortaleza, que han permitido recuperar interesantes materiales sobre la historia de la ciudad y la fortaleza, parte de los cuales se hallan exupuestos en el Museo Arqueológico "José María Soler".
Las primeras obras de restauración, de 1958, se centraron en la reconstrucción de las cubiertas de la torre del homenaje y de las torrecillas que la coronan. Durante los años 60 se restauraron las murallas que rodean el patio de armas, y en 1971 se reconstruyeron los dos cubos que flanquean la puerta de entrada al castillo. Desde entonces, y hasta la actualidad, se han ido llevado a cabo obras de pequeña envergadura con cierta periodicidad. Demuestra que el castillo vuelve a formar parte de la vida de la ciudad el hecho de que, desde 1961 se lancen desde allí los fuegos artificiales del inicio de las fiestas de Moros y Cristianos, y que desde 1977 se realicen las representaciones de las embajadas mora y cristiana de dichas fiestas en el escenario real del castillo. Ya en la década de 1990 se rehabilitaron totalmente los alrededores de la fortaleza y se puso en marcha la iluminación nocturna del monumento.

## Estructura

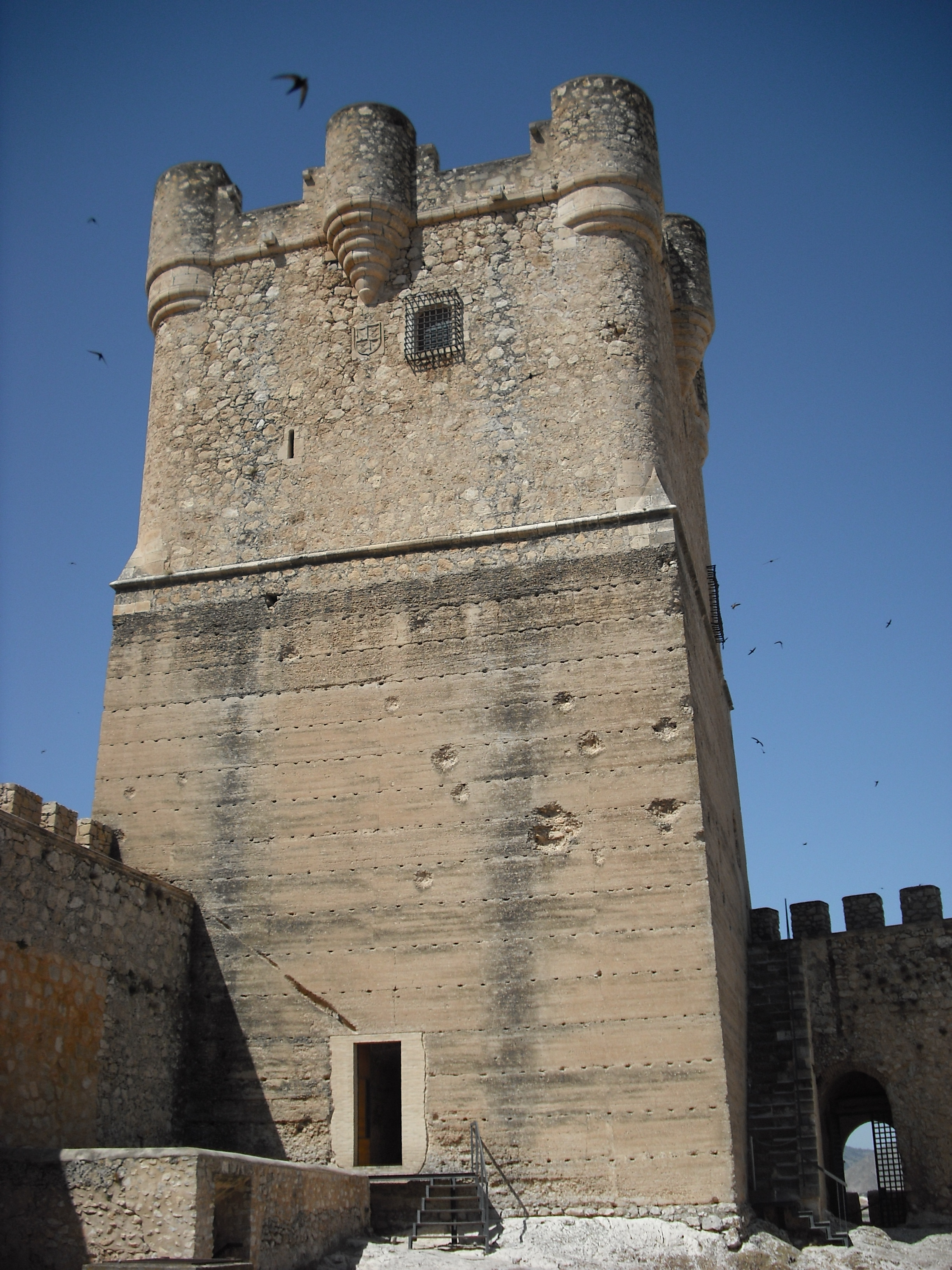
Torre del homenaje desde la plaza de armas, con el aljibe abajo a la izquierda.

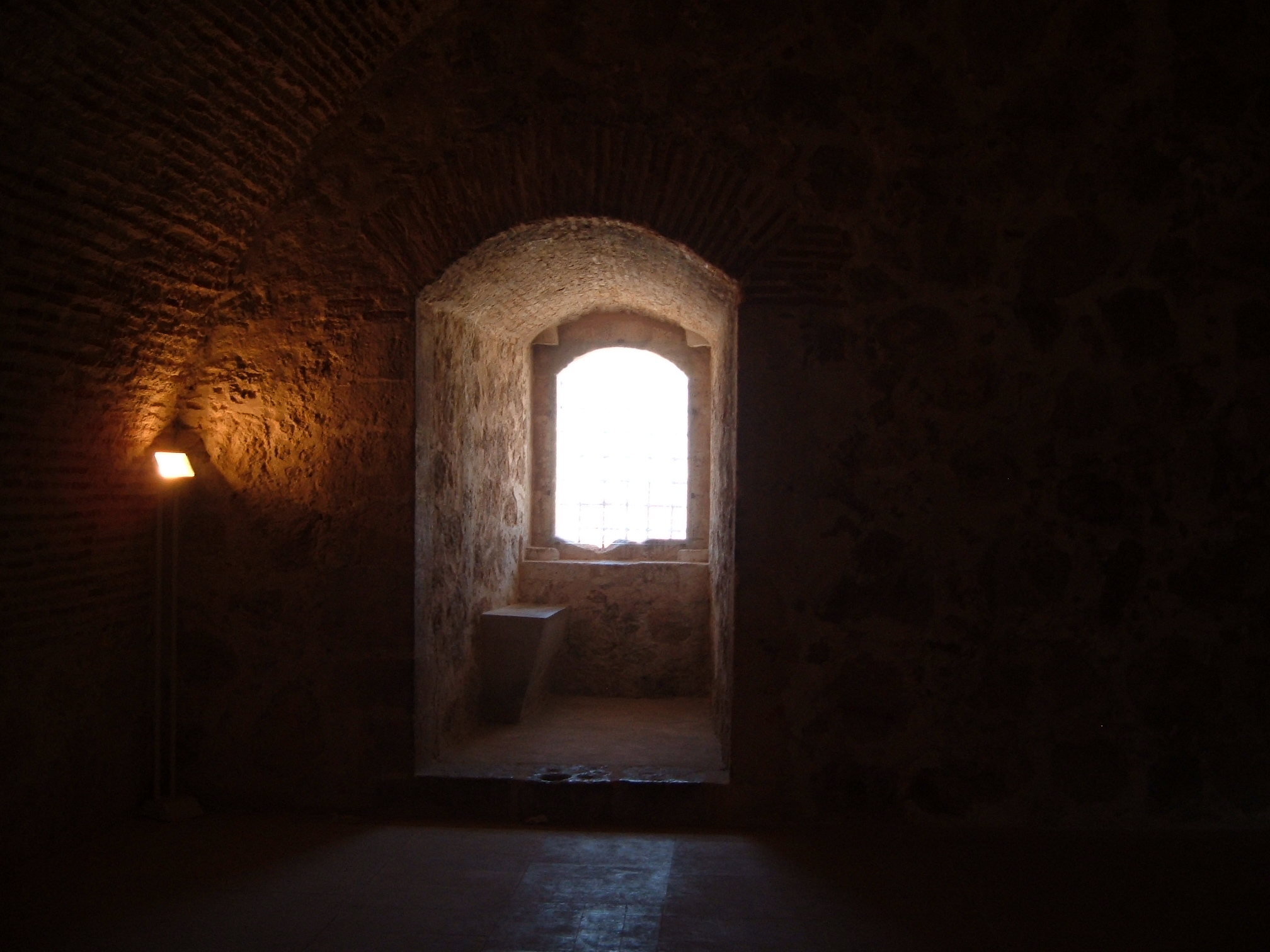
Interior de la cuarta sala de la torre.

### Fortaleza
La puerta principal de acceso al castillo está orientada al NO, aunque existen otras dos más pequeñas que se encuentran cegadas en la actualidad. A lo largo de la parte superior del lienzo de muralla exterior corre un camino de ronda que comunica todas las torres entre sí. La puerta de entrada a la plaza de armas está orientada al SO. A la derecha de la puerta se halla una barbacana donde recientemente se han excavado unos restos que se cree que pertenecen la ermita de la Virgen de las Nieves, cuya existencia se conocía por documentos escritos.
El recinto de la plaza de armas es de planta poligonal y dispone de torres cúbicas en los ángulos, excepto en uno, donde se localiza la torre del homenaje. Estos muros fueron construidos en época almohade y revestidos en el siglo XV por orden de don Juan Pacheco. Por encima de este lienzo de muralla también corre un camino de ronda, que comunica directamente con la torre del homenaje. Tanto las torres como los muros están rematados por almenas rectangulares.
Gracias a las excavaciones de José María Soler se sabe que adosados a los muros de la plaza había diversas estructuras, entre ellas almacenes, habitaciones para los centinelas y caballerizas. Cerca de la puerta de entrada de la torre del homenaje se encuentra el aljibe del castillo, una sala con bóveda de cañón.

### Torre del homenaje

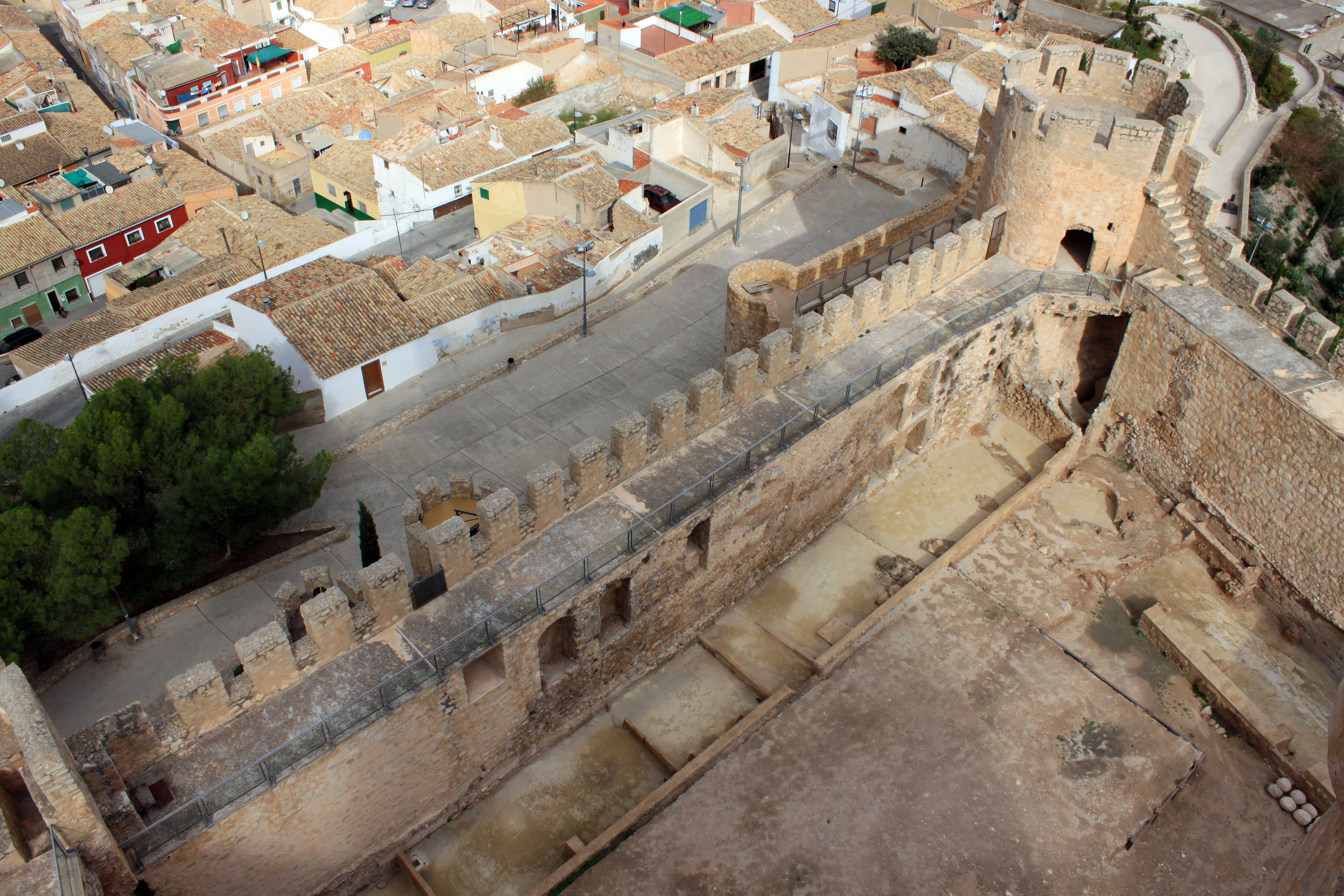
Plaza de armas del castillo. Se pueden apreciar restos de edificaciones en los muros este y sur así como sus cimientos.

La torre del homenaje, de planta cuadrangular, es la estructura más característica del edificio y destaca y se eleva por encima del resto del conjunto. Los dos primeros cuerpos se construyeron en época almohade mediante una técnica de encofrado denominada tapial, que consiste en la utilización de cajones de madera que se rellenan de tierra, guijarros, agua y cal. De esta manera se forma un bloque sólido que se enluce posteriormente mediante el "falso despiece", que visto de lejos simula estar constituido de sillares. La entrada principal da acceso a una sala cuadrada de 7 x 7 metros, cuyo muro tiene de media 3,5 metros y que carece de puntos de iluminación aparte de la propia puerta. Esta sala está cubierta por la primera de las bóvedas nervadas de origen almohade, datada de finales del siglo XII. Los ocho arcos que la sustentan forman en el centro de la misma una estrella de ocho puntas. A mano derecha, a través de una puerta de medio punto, se encuentra la escalera que da acceso a la segunda sala. Este tramo está cubierto con bovedillas apuntadas y conserva en las paredes grafitos de épocas musulmana y cristiana. Al final de la escalera se encuentra una reproducción del grafito de la ‘mano de Fátima’, cuyo original se halla en el Museo Arqueológico de Villena. La segunda sala está cubierta por otra bóveda almohade de la misma fecha que la anterior. En esta sala se encuentran importantes esgrafiados, llevados a cabo por prisioneros de la Guerra de Sucesión, que representan edificios de estilo italiano. Altura de la torre 27,68m.
Los dos cuerpos superiores se construyeron por orden de don Juan Pacheco a mediados del siglo XV a base de mampostería. A la tercera sala no se accede directamente, a diferencia de las dos primeras, sino que posee su propia puerta de entrada, muestra de que esta era la parte privada del castillo. En ella se conservan unos grafitos y rosetones también de la Guerra de Sucesión. Su cubierta, que también fue restaurada, es de madera. La cuarta sala, a la que también se accede mediante una puerta propia, está cubierta por una bóveda de cañón de ladrillo, la única techumbre original que se conserva. En estas dos salas existen sendas ventanas de arco rebajado que sirven de iluminación natural.
A través de una escalera empinada cubierta con bovedillas apuntadas se llega a la parte superior de la torre, que está coronada por unas pequeñas torres voladas al estilo luso-castellano. Desde allí se divisa gran parte del término municipal, destacando el paso natural de la costa a la Meseta, de gran importancia estratégica.

### Las bóvedas almohades

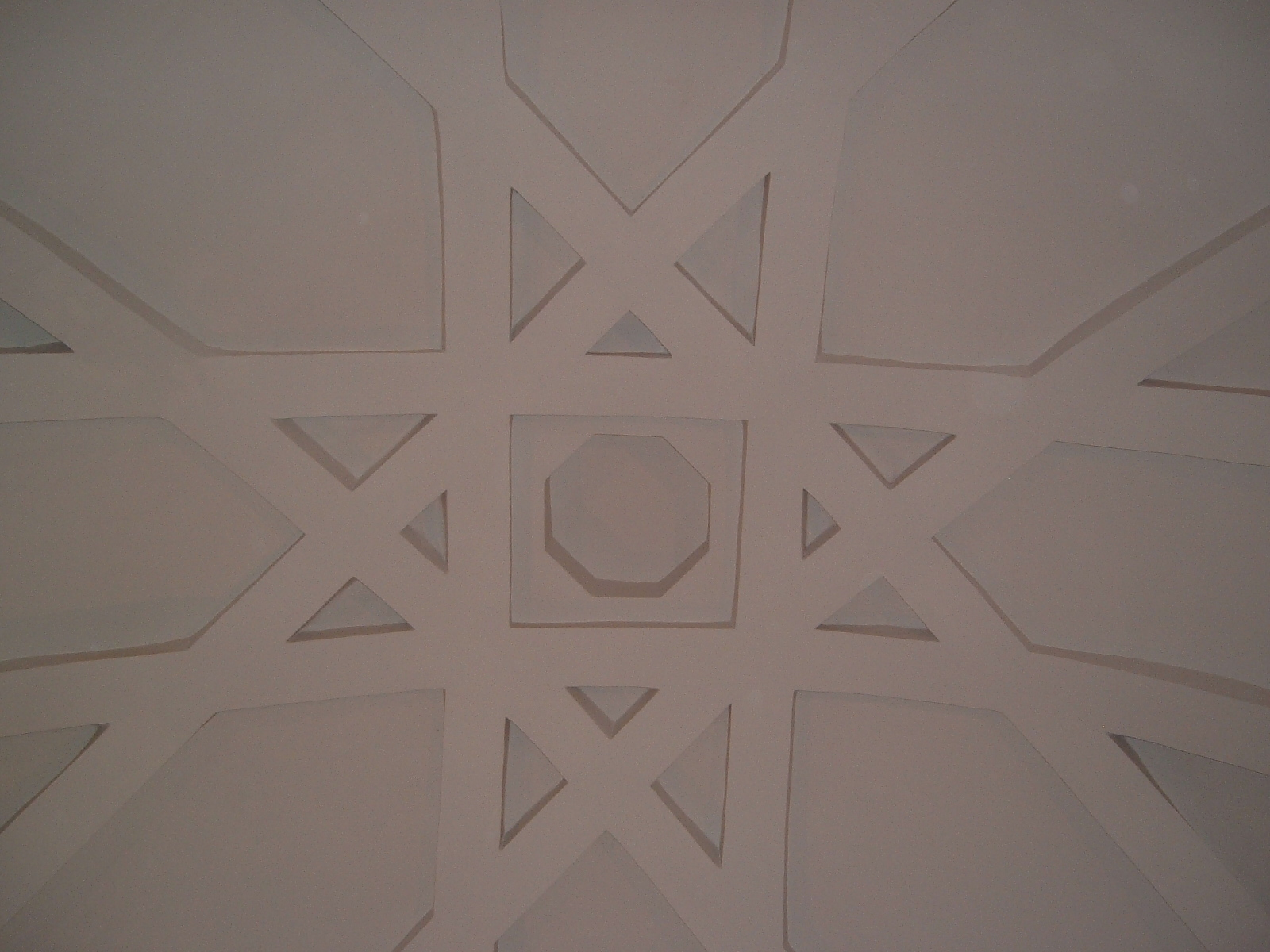
Cúpula almohade en la primera planta de la torre del homenaje, una de las pocas de España, junto a las del castillo de Biar, usadas en edificios militares.

La cubierta de los dos primeros cuerpos de la torre está realizada mediante bóvedas de ladrillo, cuyo sistema de nervios entrecruzados es de clara procedencia musulmana. La bóveda de la primera sala, de unos 7 x 7 metros está formada por 8 arcos de herradura de ladrillo macizo a sardinel, apreciándose distinto espesor en las juntas radiales llevido a la diferencia de longitud entre el intradós y el trasdós del arco. La separación de los nervios entre ejes de 1,3 metros y aparecen dos pares dispuestos paralelos a los muros y otros dos formando 45" con los anteriores. En las esquinas aparecen trompas que sirven para ochavar la planta y distribuir las nervaduras. La bóveda de la segunda sala, de unos 6 x 7,5 metros está formada por 11 nervios de las mismas características que los de la primera sala. La disposición de los nervios se realiza paralelamente a los lados del recinto, de manera que aparecen tres longitudinalmente y cuatro transversalmente que son intersecados por dos pares paralelos a las diagonales. Aisladamente, los arcos del primer piso son peraltados y los del segundo rebajados con curvatura continua pero no uniforme y, por tanto, asimétricos.
En 1811, durante la Guerra de la Independencia, el mariscal Suchet hizo volar parcialmente las cubiertas de la torre, entre ellas las bóvedas almohades, rompiendo la parte central de las mismas y haciendo desaparecer aproximadamente una tercera parte de su superficie. Se restauraron por primera vez en 1958 y la última intervención tuvo lugar en 2000. La estructura de la plementería ya no puede observarse dado que en la última actuación que llevó a cabo la Conselleria de Cultura de la Generalidad Valenciana se ha enlucido toda la bóveda, con lo que no se puede distinguir la forma de resolver la intersección de las nervaduras.